# O stanowisku Polski z bożych i ludzkich względów
O stanowisku Polski z bożych i ludzkich względów – traktat filozoficzny Zygmunta Krasińskiego rozpoczęty w 1841, a ukończony w latach 1846-1847, w którym poeta ujmuje w system myślowy zagadnienia doskonalenia się człowieka, jego pracy nad zbliżeniem się do Boga i osiągnięciem nieśmiertelności.

## O traktacie
Pierwszy rzut tego traktatu powstał w drugiej połowie 1841, równolegle do pracy nad Przedświtem. Ostateczną wersję utworu pisał poeta w latach 1846-1847. Złożyły się na nią trzy części: O Trójcy w Bogu i o Trójcy w człowieku, O Trójcy w czasie i w przestrzeni i Stanowisko Polski wśród ludów słowiańskich.

## Treść
Człowiek osiąga Byt, czyli Ciało z łaski Bożej; z rozumu Bożego osiąga świadomość tego Bytu czyli Duszę; wreszcie z miłości Bożej dochodzi do zlania się Ciała z Duszą i człowiek staje się Duchem żywym i nieśmiertelnym, przeznaczonym do Anielstwa. Z tego trojakiego stosunku Boga do człowieka wynikają Osoby Trójcy Świętej. Osobą Łaski jest sam Jehowa. Osobą Rozumu nakazującą konieczność pracy i zasługi jest Słowo, które po wcieleniu stało się Chrystusem. Osobą Miłości jest Duch Święty zapewniający ostateczną harmonię. Człowiek nie może zrównać się z Bogiem. Oznaczałoby to utratę nieśmiertelności. Celem światów jest zatem szlachetnienie, które spełnia się przez czyn. Prawdziwość rozwoju ludzkości potwierdza zdaniem Krasińskiego dogmat o Trójcy Świętej, pojętej po Heglowsku jako teza, antyteza i synteza.
Druga część traktatu porusza zagadnienie ludzkości i narodów. Tak jak jednostki, również ludzkość dąży do przeanielenia się w drodze rozwoju narodów. Narodowość jest nieśmiertelna. Jej rozwój polegający na coraz większym uszlachetnieniu następuje na drodze syntezy. Nieuświadomiona przeszłość, stanowi byt narodu; zrozumienie tajemnicy tego bytu jest myślą narodu; z tych dwóch pierwiastków jako synteza powstaje duch narodu. Aby uzyskać pełnię wiedzy o sobie narody potrzebowały wzorca. Stała się nim Polska poprzez męczeństwo teraźniejszości i chwalebną przeszłość.
W niedokończone części trzeciej Krasiński przedstawiał rolę Polski we współczesnej mu Europie. Zwracał uwagę na trzy najwybitniejsze plemiona: romańskie, germańskie i słowiańskie. Plemię romańskie, polityczne, prezentuje oderwany kierunek bytu. Germańskie, filozoficzne, świadczy o przejściowym rozłamie między myślą a bytem. Słowiańskie, religijne, w jedną sprawiedliwość i ład godzi wszelki byt z wszelką idealnością. Świat słowiański składa się z przeciwieństw: Moskwy, naznaczonej piętnem antychrysta, niosącą moralne zepsucie, i Polskę będącą ideałem sprawiedliwości i miłości.

## Metoda
Traktat wykazuje pewne zbieżności z filozofią Schellinga i Hegla. Idea rozwoju świata ku Bogu odpowiada twierdzeniu Schellinga ewolucji świata stworzonego ku jego stwórcy, z którym stworzenie musi się połączyć. Życie jednostkowe nie jest jednak dla Krasińskiego karą za odpadnięcie od Boga, ale niezbędnym etapem w drodze ku nieśmiertelności, na której ogromne znaczenie ma praca i zasługa człowieka. Ten element przypomina teorię Hegla o ewolucji ducha ku poznawaniu się w życiu świata. Pojęcie Trójcy u Krasińskiego wykazuje pewne zbieżności z Heglem, natomiast przekonanie, że dzieje świata są zgodne z Objawieniem i stanowią etapy panowania kolejno Ojca, Syna i Ducha Świętego zawdzięcza inspiracji Schellingowskiej. W systemie filozofii religijnej Krasińskiego nie ma momentu krytyki źródeł. Poeta cytuje Pismo Święte, dogmaty i legendy, a dowodzenie opiera na odległych często skojarzeniach i analogiach. Traktat stanowi jedną z wielu mistycznych fantazji romantyzmu. Napisany został prozą, językiem suchym, poprzetykanym licznymi neologizmami. Jego podstawą są wariacje na temat Objawienia i dogmatów kościelnych, niewolne od pretensji do naukowości. Osoba idei nieśmiertelności duszy i osobowego Boga zbliża Krasińskiego do ortodoksyjnego katolicyzmu.

## Znaczenie
Traktat posiada duże znaczenie w rozwoju myśli poety. Sformułował w nim swoje zasadnicze poglądy etyczne. Doszedł do określenia roli Polski we współczesnym mu świecie. Po krytycznych wypowiedziach na temat szlachty polskiej z lat 30., przeszedł do apoteozy zarówno przeszłości, jak i teraźniejszości Polski. Przekonania wyrażone w Traktacie znalazły wkrótce swe odbicie w twórczości poetyckiej, w Przedświcie, Psalmach przyszłości i  Niedokończonym poemacie.